# ماكس موريس
ماكس موريس (13 مارس 1925 في الولايات المتحدة - 8 يناير 1998 في الولايات المتحدة) (بالإنجليزية: Max Morris)‏ هو لاعب كرة سلة أمريكي في مركز هجوم قوي الجسم. لعب مع Chicago American Gears ‏.

## وصلات خارجية
- ماكس موريس على موقع إن بي أي (الإنجليزية)
- ماكس موريس على موقع سبورتس رفرنس (الإنجليزية)
- ماكس موريس على موقع ريلجم (الإنجليزية)
- ماكس موريس على موقع بروبوليرز (الإنجليزية)
- ماكس موريس على موقع سبورتس رفرنس (الإنجليزية)
- ماكس موريس على موقع مرجع كرة القدم المحترفة.كوم (الإنجليزية)